# Stevnsgade Basketball
|  | For amatørforeningen, se Stevnsgade Basketball (forening) og for kvindeholdet, se Stevnsgade Superwomen. For alternative betydninger, se Stevnsgade |
Stevnsgade Basketball (også kendt som Copenhagen Basketball, Stevnsgade Copenhagen og SBBK) er en professionel basketballklub fra Nørrebro i København. Klubben har hjemmebane i Nørrebrohallen, hvor holdet også træner. Stevnsgade blev grundlagt den 5. maj 1958 og er blandt de ældste basketballklubber i Danmark. Grundlæggerne var lærere og elever fra Stevnsgade Skole (den nuværende Guldberg Skole), fra hvilken klubben fik sit navn. Ud over et elitehold er der også en amatørafdeling. Moderklubben har hhv. ungdoms-, dame-, herre- og oldboys-baskethold.
Stevnsgade er blandt de mest vindende klubber i dansk basket og har vundet 3 nationale mesterskaber (1979, 1980 og 1995) og 4 pokaltitler (1980, 1987, 1993 og 1994). Holdet er desuden det eneste i Danmark, der har deltaget i Euroleague (dengang: FIBA European Champions Cup/Europa Cuppen for Mesterhold), den bedste europæiske basketballturnering.
Klubben indgik i 1999 et samarbejde med fodboldklubben BK Skjold og ændrede derfor en kort overgang navn til hhv. BK Skjold/Stevnsgade og BK Skjold Basket. I slutningen af 2008 blev samarbejdet dog ophævet, og klubben ændrede sit navn tilbage til Stevnsgade. Siden har klubben ikke haft noget forhold til BK Skjold.
I sæsonen 2014-2015 vandt Stevnsgade 1. Division og sikrede sig oprykning til Basketligaen. I forbindelse med dette blev 1. Herre (og Superwomen) udskilt fra moderklubben. Det professionelle selskab Stevnsgade Copenhagen ApS blev oprettet, og dette varetager nu den professionelle afdeling af Stevnsgade Basketball.
Stevnsgade deltager i sæson 2020-2021 i Basketligaen ProB og i Pokalturneringen. Stevnsgade er medlem af Danmarks Basketball Forbund, DBBF, som er underlagt det internationale basketballforbund FIBA.

## Historie

### 1958-1973: Begyndelsen på Stevnsgade Skole
Stevnsgade blev stiftet den 5. maj 1958 af lærere og elever på Stevnsgade Skole og stifterne valgte, at spillerdragterne skulle være hvide og blå. Klubbens første kamp blev spillet 29. oktober 1961 mod SISU i Serie 1. SISU spillede oprindelig i 1. Division og var sæsonen forinden blevet danmarksmestre, og deltog kun Serie 1 fordi der manglede hold. Kampen bød på et respektabelt nederlag på 30-75 til Stevnsgade. Klublegenderne Ole "Volle" Jensen, Vagn Rasmussen og Ove Thelin stillede alle op i klubbens første kamp. Ove Thelin var holdets topscorer i første sæson (1961-1962) og snittede 13,1 point pr. kamp i 9 kampe (i alt 118 point). Første sæson bød på en 6. plads i Serie 1.

Klubben vandt oprykning til landets bedste række (1. Division) for første gang nogensinde i sæsonen 1964-1965 efter at have slået de andre serievindere Næstved, Svendborg og ASI Aalborg i Næstved Hallen. Klubben rykkede dog ned det efterfølgende år, efter en 7. plads i ligaen. I det hele taget levede klubben som elevatorhold i sine tidlige dage, med et par ned- og oprykninger til følge, indtil de sene 1960'ere hvor holdet fik etableret sig i 1. Division. I 1968-1969 fik Bjarne Bisgaard (lillebror til medstifter Leif Bisgaard) debut på holdet som 17 årig mod Efterslægten i 1. Division. Bjarne Bisgaards store potentiale gjorde, at han senere ville udvikle sig til en af de allerstørste spillere igennem Stevnsgades historie.

### 1973-1978: Opløb til succes og "lige ved og næsten"
De første medaljer klubben vandt, kunne hænges om halsen om i 1972-1973 og var af bronze. Klubben sluttede nemlig på en fornem 3. plads i ligaen (slutspillet blev først indført i 1975-1976 sæsonen i Danmark). Stevnsgade fik 2 sæt sølvmedaljer 2 sæsoner senere (1974-1975), da de sluttede som nummer 2 i ligaen (hvor Falcon tog mesterskabet) og dernæst tabte 70-76 til Falcon i den nyligt oprettede pokalturnering. Stevnsgade havde generelt mange spændende opgør mod især Falcon i slut 1970'erne og start 1980'erne, og ligamøderne og pokalfinalen i 1974-1975 var blot de første af mange vigtige slag. Desværre for Stevnsgade var det dog Falcon der trak sig succesrigt ud i de første opgør. Klubben skulle dog ikke vente længe, før rollerne blev byttet om, og de kunne se sig selv øverst på podiet.

### 1978-1981: De succesrige år og europæisk deltagelse
Stevnsgade var sammen med de andre Københavnerklubber Falcon (fra Frederiksberg), SISU (fra Gentofte) og BMS (fra Herlev) de dominerende faktorer i dansk basketball i slut 1970'erne og i start 1980'erne. 
Klubbens første mesterskab blev vundet i 1978-1979 efter at have vundet grundspillet og slået Falcon 2-1 i finaleserien. Mesterskabets sødme var ekstra stor, fordi Falcon tidligere på sæsonen havde besejret Stevnsgade med 84-87 i pokalfinalen. Mesterskabet var kulminationen af flere års hårdt arbejde og "lige-ved-og-næsten"-præstationer. Bjarne Bisgaard, Steen Kello og amerikaneren David Shnefke var nogle af de bærende spillere på holdet der sikrede klubben sin første DM titel. 
Året efter gentog holdet bedriften og genvandt mesterskabet (hvor man igen slog Falcon i finaleserien, denne gang 2-0) og klubben vandt også pokalfinalen (78-55 over Skovbakken). Klubben sikrede sig dermed sin første "double" (danmarksmester og pokalmester). I 1979-1980 sæsonen fik klubben også muligheden for at deltage i europæiske turneringer qua mesterskabet sæsonen forinden. Klubben valgte derfor at deltage i Europa Cuppen for Mesterhold (det nuværende Euroleague) og mødte bl.a. storklubben Real Madrid, som senere vandt turneringen, og de tyske mestre fra Bayer 04 Leverkusen. I klubbens første europæiske kamp førte Stevnsgade sensationelt 6-0 mod Real Madrid i Madrid, men endte dog med at tabe 63-113. Klubbens første hjemmekamp blev spillet mod Crystal Palace i KB-Hallen. Her tabte Stevnsgade 60-95 foran cirka 800 tilskuere.
I 1980-1981 sæsonen deltog man igen i det fineste europæiske selskab og mødte denne gang et af Jugoslaviens bedste hold: KK Bosna. Selvom Stevnsgade havde stor succes i Danmark måtte man dog sande, at man intet kunne stille op mod nogle af giganterne i europæisk basket, da man hverken i 1979-1980 eller 1980-1981 var i stand til at vinde en eneste kamp i turneringen. På den hjemlige front måtte man i denne sæson nøjes med bronze, efter at SISU slog klubben 2-0 i semifinalerne. Efter sæsonen valgte Bjarne Bisgaard, efter 13 sæsoner (de 9 af dem som anfører) og 285 kampe for 1. holdet, at indstille karrieren.
De bærende spillere for mesterholdene i slut 1970'erne og start 1980'erne var Bjarne Bisgaard, Steen Kello, John Rossil, Michael Jensen og David Shnefke.

### 1981-1990: Flere pokalfinaler, men ingen trussel i ligaen
Efter den store succes som holdet oplevede i slut 1970'erne i start 1980'erne, stilnede det lidt af og det blev igen hverdag på Nørrebro. Holdet var ingen mesterskabstrussel, hvor bedste resultat var exit i semifinalerne i 1982 og 1987. Der var dog lidt oprejsning i pokalturneringen hvor holdet kom i 3 pokalfinaler, selvom disse dog ikke alle blev vundet. I 1983 tabte holdet til BMS og det blev til endnu et nederlag i 1986, hvor SISU blev pokalmestre. I 1987 trak Stevnsgade sig dog endelig sejrrigt ud, da holdet vandt over BMS. Glen Hudson havde en stor andel i, at klubben kunne hænge de mange medaljer af sølv og guld fra pokalturneringen om halsen. 
På trods af succesen i pokalturneringen, så det svært ud for klubben at genetablere sig i toppen af dansk basketball. Klubben havde dog et stærkt ungdomsmiljø og i slutningen af 1980'erne fik unge Waseem Ahmad, en 180 cm høj point guard, debut for holdet. Waseem Ahmad blev en bærende profil op gennem 1990'erne i Danmark; ikke blot for Stevnsgade, men også for landsholdet hvor han blev anfører og kulturbærer.

### 1990-1999: De glade 1990'ere
Med Waseem Ahmad på holdet havde klubben stor succes, og Stevnsgade kom frem til finaleserien i 1992-1993 mod Hørsholm. Dette var første finaleserie i ligaen siden mesterskabet i 1979-1980. Stevnsgade kunne dog ikke slå klubben fra Nordsjælland, og måtte derfor nøjes med sølvmedaljer. Sæsonen bød dog på et andet sæt guldmedaljer, da klubben vandt pokalturneringen efter sejr over Horsens IC. I 1993-1994 kom man atter i finaleserien, men tabte denne gang mesterskabet til Horsens IC, som man havde slået i sidste års pokalfinale. Ligesom året forinden, blev klubben igen kåret som pokalvinder, da man slog sidste sæsons mestre fra Hørsholm. I sæsonen 1994-1995 kvalificerede holdet sig for 3. gang i træk til finaleserien. Modstanderen var igen Hørsholm, men, modsat serien 2 år forinden, denne gang trak Stevnsgade sig ud sejrrigt, og tilføjede dermed sit 3. mesterskab til trofæskabet. Profilerne på mesterskabsholdet var især Waseem Ahmad og Flemming Danielsen. I 1995-1996 fortsatte Waseem Ahmad, Flemming Danielsen og de resterende Stevnsgade-spillere de gode takter, og kvalificerede sig for 4. gang i træk til finaleserien. Denne blev dog tabt til Værløse BBK, ligesom man også tabte pokalfinalen til SISU. 
Mod slutningen af 1990'erne begyndte de jyske hold for alvor at træde ind på den danske basketballscene, især Bakken Bears (Det tidligere Skovbakken), og Stevnsgade fik derfor færre og færre succesoplevelser. Den sidste succes i 1990'erne kom i 1997, hvor klubben med en 3. plads i ligaen kunne hænge bronzemedaljerne om halsen.

### 1999-2008: Samarbejdet med BK Skjold
I slutningen af 1990'erne havde Stevnsgade det både sportsligt- og økonomisk svært. Klubben besluttede sig derfor at indgå et samarbejde med en anden sportsorganisation for at styrke sit sportslige og økonomiske grundlag. Som konsekvens af dette, blev moderklubben i 1999 lagt under fodboldklubben BK Skjold. BK Skjold var en af Danmarks største sportforeninger, og der var store forventninger om synergieffekter og forbedret økonomi.  I forbindelse med sammenslutningen ændrede klubben sit navn til BK Skjold/Stevnsgade.
I starten bar samarbejdet frugt; i 1999-2000 fik BK Skjold/Stevnsgade Basket sølv i Pokalturneringen, efter nederlag til Bakken Bears, og i 2000-2001 fulgte man flot op på forrige sæson, da klubben sikrede sig en 3. plads og bronze i Basketligaen. Efterfølgende blev klubben hårdt presset af de andre Københavnerklubber, med mesterskaber til Værløse/Farum og BF Copenhagen, og man nåede derfor kun til semifinalerne i 2001-2002. Efter sæsonen stoppede Waseem Ahmad i klubben (efter han havde overtaget klubrekorden (316) for flest førsteholdskampe fra Bjarne Bisgaard).
Udover tabet af Waseem Ahmad, måtte klubben desværre sande, at man ikke fik den forventede ekstra kapital ud af samarbejdet med BK Skjold. Ligaen blev mere og mere professionaliseret, og derfor blev det sværere og sværere for klubben. Dette medførte at BK Skjold/Stevnsgade Basket rykkede ud af Basketligaen efter sæsonen 2003-2004. Det var første gang at klubben skulle spille i landets næstbedste række siden oprykningen i 1967-1968 fra Serie 1.
Klubben håbede stadig at kunne forbedre sit fangrundlag via samarbejdet med BK Skjold. På baggrund af dette håb besluttede BK Skjold/Stevnsgade Basket at ændre navn til BK Skjold Basket efter nedrykningen. Navneændringen skulle skabe større sammenhørighed mellem de to foreninger, og skabe større gennemslagskaft overfor sponsorer, fans og andre interessenter. BK Skjold Basket fik nye hvide, røde og sorte spillerdragter (BK Skjolds faver), og gik dermed væk fra de traditionelle Stevnsgade-farver; hvid og blå. Overgangen til BK Skjold Basket var dog ingen sportslig succes, og BK Skjold Basket formåede da heller ikke at rykke tilbage i landets bedste række de efterfølgende år.

### 2008-2015: Reetableringen af Stevnsgade og udskillelse af eliten
På grund af forskellige interesser mellem fodbold- og basketballafdelingerne, og manglende sportslig succes, blev det den 20. november 2008 enstemmigt besluttet, på en ekstraordinær generalforsamling, at Stevnsgade skulle udskilles fra BK Skjold. Den nye forening fik navnet Stevnsgade Basketball og blev stiftet 1. januar 2009. For at markere ændringen, gik Stevnsgade væk fra at spille i rødt (som repræsenterede BK Skjold) og besluttede sig for at spille i hvidt og blåt (de traditionelle Stevnsgade farver). Allerede i 2010-2011 vandt Stevnsgade 1. Division, men kunne desværre ikke rykke op i Basketligaen, hvorfor Falcon overtog pladsen. Stevnsgade havde slået Falcon 2-1 i finaleserien, og Falcon rykkede dermed op som 2er. De efterfølgende år endte Stevnsgade midt i grundspillet og kom ikke langt i slutspillet. I 2013-2014 blev Stevnsgade nummer 2 i grundspillet, men vandt igen 1. Division efter sejr over Lemvig på 2-1 i finaleserien. Stevnsgade kunne dog igen ikke rykke op, da klubben ikke overholdt kravene for at spille i Basketligaen. I 2014-2015 fik klubben den spillende træner Mickey Dennis, tidligere SISU, og havde endnu engang som mål, at vinde 1. Division og rykke op i Basketligaen. Efter at have vundet grundspillet og vundet 2-1 i finaleserien over Køge Basket kunne Stevnsgade lade sig kåre som vinder og oprykker. Dette kunne lade sig gøre, fordi Københavns Kommune havde bekræftet at de ville opgradere Nørrebrohallen så den ville kunne leve op til kravene i Basketligaen. Dermed kunne Stevnsgade rykke op i landets bedste række efter mere end 10 års fravær.
For at leve op til kravene fra Basketligaen om adskilte bredde- og eliteafdelinger blev Stevnsgades elitehold udskilt fra moderklubben inden starten på den nye sæson i Basketligaen. Både herreholdet og dameholdet blev overført til det professionelle selskab Stevnsgade Copenhagen ApS som i fremtiden vil varetage driften af de professionelle hold.

### 2015-2018: Tilbage i Basketligaen
Sæsonen 2015-2016 var Stevnsgades første tilbage i Danmarks bedste basketballrække, Basketligaen, i mere end 10 år. Klubben tabte sin første kamp i det fine selskab med 62-108 i Aarhus til Bakken Bears, men formåede i sin 2. kamp at vinde 90-78 over SISU i Kildeskovshallen. Stevnsgade kæmpede med SISU gennem hele grundspillet om at få den sidste plads i slutspillet. Både Stevnsgade og SISU sluttede med 5 sejre og 23 nederlag, men fordi Stevnsgade havde været bedst i de indbyrdes opgør kvalificerede de sig til slutspillet. Holdet tabte dog allerede i kvartfinalen, da Bakken Bears sikkert vandt 3-0. Efter sæsonen forlod Mickey Dennis posten som cheftræner til fordel for Alain Attallah fra SISU. Alain Attallah stod også i spidsen for holdet i 1. Division før Mickey Dennis tog over. Desuden fik klubben endelig opgraderet sin hjemmebane, Nørrebrohallen, så den kunne leve op til ligakravene. Dette skete i sommeren 2016.
Sæsonen 2016-2017 var en sportslig nedtur for Stevnsgade. Klubben blev tidligt ramt af masser af tumult, spillerafgange, økonomisk urolighed og ny bestyrelse, og klubben fik aldrig rigtig fodfæste i ligaen. Dette resulterede i en 2-28 rekord (2 sejre, 28 nederlag) i grundspillet og en afklapsning af Bakken Bears i slutspillet hvor Stevnsgade tabte 0-3 i kvartfinalen. I kampen den 20. marts mod Bakken tabte klubben 117-60 i Århus og tangerede dermed rekorden for sit største liganederlag nogensinde (nederlag på 57 point). Sæsonen 2017-2018 var meget lig den forrige. Stevnsgade havde ligaens værste statistik, 2 sejre og 19 nederlag, og tabte i slutspillet 0-3 til Horsens IC.
Efter sæsonafslutningen besluttede ligaen sig for at ændre struktur, så den blev delt op i ProA (hvor de stærkeste hold ville få flere indbyrdes opgør) og ProB (hvor de lidt økonomisk ringere stillede hold ville få flere indbyrdes opgør). Som konsekvens af de dårlige placeringer, og realiseringen af at Stevnsgade havde svært ved at konkurrere mod de bedste hold i ligaen, besluttede klubben at deltage i ProB i 2018-2019 sæsonen.

### 2018-: Tiden i ProB
Stevnsgade deltager i ProB i Basketligaens første sæson, hvor ligaen er opdelt i ProA og ProB. Starten på 2018-2019-sæsonen blev meget svær for Stevnsgade med en masse nederlag. I særdeleshed havde Stevnsgade det svært mod de stærkere ProA hold. Dette blev meget kraftigt understreget af nederlaget på 57-118 (et nederlag på 61 point) hjemme i Nørrebrohallen mod Bakken Bears den 16. november 2018. Nederlaget er det største liganederlag nogensinde for Stevnsgade (førhen var det nederlag på 57 mod Viby (76-133) i 1985-1986 og mod Bakken Bears (60-117) i 2016-2017).

## Rivaliseringer

### Falcon
Rivaliseringen med Falcon er både af historisk og geografisk karakter, da Falcon, som spiller på Frederiksberg, er en af de klubber som er nærmest Stevnsgade. Der er mindre end 2 km mellem Nørrebrohallen og Falcons hjemmebane, Bülowsvej Hallen. Klubberne har desuden haft mange indbyrdes opgør, hvor der har været titler på spil. Rivaliseringen stammer helt tilbage fra 1962-1963 sæsonen, hvor Falcon med en sejr på 45-34 snød Stevnsgade for en plads i oprykningsspillet. Med sejren sikrede Falcon selv kvalifikation til oprykningsspillet som de vandt, og rykkede dermed op i 1. Division. Rivaliseringen tog dog for alvor fat i 1970'erne og 1980. Stevnsgade mødte Falcon i kamp om titler i 1975-Pokalfinalen (hvor Stevnsgade tabte 70-76), 1979-Pokalfinalen (hvor Stevnsgade tabte 84-87), finaleserien i 1977-1978 (hvor Falcon blev mestre), finaleserien i 1978-1979 (hvor Stevnsgade blev danmarksmestre efter sejr på 2-1) og finaleserien i 1979-1980 (hvor Stevnsgade blev danmarksmestre efter sejr på 2-0).
Senere hen var der mange opgør mellem de to i 1. Division. Blandt andet i 2010-2011 finaleserien, hvor Stevnsgade på trods af en sejr på 2-1 kunne se Falcon rykke op i Basketligaen.

### SISU
SISU var i mange år "storebror", og der gik mange år før Stevnsgade kunne nå Gentofte-klubbens niveau. Da både Stevnsgade og SISU er blandt de mest vindende klubber i landet har der før været stor sportslig rivalisering, men nu er det mere i kraft af den korte afstand mellem klubberne og kontrasterne mellem hovedstaden og forstæderne.

### Hørsholm 79ers
Der var en rivalisering mellem Hørsholm 79ers og Stevnsgade i 1990'erne, da begge klubber kæmpede om mesterskabet og mødte hinanden i finaleserierne og pokalfinalen.

### BK Amager
Rivaliseringen med BK Amager er primært af lokal karakter, da BK Amager repræsenterer en anden bydel af København (Amager) end Stevnsgade, som repræsenterer Nørrebro.

## Arena
Stevnsgade spiller i Nørrebrohallen, hvor de har spillet siden 1972. Holdet spiller sine kampe i Hal 3, som har plads til ca. 600 tilskuere, men træner i flere af salene. Den ældste del af hallen blev tegnet af arkitekt Thorvald Sørensen, og blev opført i 1896 af Siemens & Halske-Bahnabteilung. Tidligere hed hallen Nørrebro Remise, og var en sporvognsremise mellem Nørrebrogade og Mimersgade, dengang København havde sporvogne. Siden 1970erne, da sporvognene blev nedlagt i byen, er Nørrebrohallen blevet benyttet til sport og fritid i dens mange haller. Nørrebrohallen ejes og drives af Københavns Kommune. Hallen har adresse på Nørrebrogade 208, 2200 København N. Før klubben rykkede ind i Nørrebrohallen, holdt Stevnsgade til i forskellige haller i rundt om i Købenavn. Holdet spillede sin allerførste kamp på Joachim-Larsen Skolen (og havde op gennem 1960'erne og de tidlige 1970'ere ofte hjemmebane der) og har også tidligere spillet bl.a. i Bellahøjhallen og KB-Hallen. 
Stevnsgade benytter sig desuden også af Korsgadehallen, Blågårds Skole, Guldberg Skole, Rådmandsgade Skole og Hillerødgade Bad og Hal til træning.

## Farver og logo

### Klubbens farver
Fra klubbens stiftelse i 1958 og frem til 2004 spillede Stevnsgade i hvide og blå spillertrøjer og shorts. I forbindelse med navneændringen til BK Skjold Basket gik klubben dog over til at spille i rød, hvid og sort; BK Skjolds farver. Da Stevnsgade og BK Skjold brød op i slutningen af 2008, gik klubben over til at spille med hvid og blå. I år 2014 blev dette dog ændret (sammen med et nyt logo) til hvid og sort.

### Logo
Stevnsgade har haft mange logoer, men har primært holdt fast i den cirkulære form. Forneden ses et udpluk af klubbens logoer.
|  |  |  |  |  |

## Spillere og stab

### Spillere og stab 2016-2017
Note: Flag indikerer berettigelse til FIBA-kampe og turneringer. En spiller kan have en anden ikke-FIBA nationalitet.
| Adm. Direktør: | Danmark | Simon Marquardsen |
| Sportschef:    | Danmark | Anton Hansen      |
| Sportschef:    | Danmark | Kim Rasmussen     |

Roster opdateret 03.10.2016

## Trofæer
Antal titler: 7 (12 inkl. 1. Division)

### Hjemlige
Basketligaen (tidligere 1. Division og Elitedivisionen)
- Vinder (3): 1978-1979, 1979-1980, 1994-1995
- Sølv (5): 1974-1975, 1977-1978, 1992-1993, 1993-1994, 1995-1996
- Bronze (9): 1972-1973, 1975-1976, 1976-1977, 1980-1981, 1981-1982, 1986-1987, 1989-1990, 1996-1997, 2000-2001

1. Division (tidligere Serie 1)
- Vinder (5): 1964-1965, 1967-1968, 2010-2011, 2013-2014, 2014-2015

Pokalturneringen
- Vinder (4): 1980, 1987, 1993, 1994
- Sølv (6): 1975, 1979, 1983, 1986, 1996, 2000

### Europæiske
Euroleague
- Vinder (0):
- Deltager (2): 1979-1980, 1980-1981

## Rekorder

### Klubrekorder
- Første kamp: 30-75 hjemme mod SISU i Serie 1, 29. oktober 1961.
- Største sejr: 156-40 ude mod Lyngby i Pokalturneringen, sæson 1989-1990.
- Største ligasejr: 124-42 hjemme mod Aabyhøj i 1. Division, sæson 1974-1975.
- Største nederlag: 70-140 ude mod Honvéd i Europa Cuppen for Mesterhold, sæson 1980-1981.
- Største liganederlag: 57-118 hjemme mod Bakken Bears i Basketligae, sæson 2018-2019, 16. nov. 2018.

### Spillerrekorder

#### Flest kampe
| Rank | Nationalitet | Navn               | Position | År                   | Kampe |
| ---- | ------------ | ------------------ | -------- | -------------------- | ----- |
| 1    | Danmark      | Waseem Ahmad       | PG       | 1987–2001            | 316   |
| 2    | Danmark      | Bjarne Bisgaard    | G        | 1968-1981            | 285   |
| 3    | Danmark      | Søren Blands       | Ukendt   | 1978-1989            | 248   |
| 4    | Danmark      | John Rossil        | F        | 1974–1984            | 239   |
| 5    | Danmark      | Troels Schønemann  | Ukendt   | 1987–1995, 1998-1999 | 235   |
| 6    | USA          | Glen Hudson        | Ukendt   | 1983–1992            | 223   |
| 7    | Danmark      | Steen Kello        | Ukendt   | 1973–1982            | 223   |
| 8    | Danmark      | Ole "Volle" Jensen | Ukendt   | 1961–1976            | 201   |
| 9    | Danmark      | Michael Jensen     | Ukendt   | 1975–1984            | 194   |
| 10   | Danmark      | Peter Skov         | Ukendt   | 1976–1983            | 179   |

#### Flest point
| Rank | Nationalitet | Navn               | Position | År                   | Point |
| ---- | ------------ | ------------------ | -------- | -------------------- | ----- |
| 1    | USA          | Glen Hudson        | Ukendt   | 1983–1992            | 5286  |
| 2    | Danmark      | Bjarne Bisgaard    | G        | 1968-1981            | 4060  |
| 3    | Danmark      | Waseem Ahmad       | PG       | 1987–2001            | 3533  |
| 4    | Danmark      | Steen Kello        | Ukendt   | 1973–1982            | 3045  |
| 5    | Danmark      | Vincent Ray        | Ukendt   | 1993-1997, 1999-2000 | 2939  |
| 6    | Danmark      | John Rossil        | F        | 1974–1984            | 2522  |
| 7    | Danmark      | Brian Knudsen      | Ukendt   | 1985–1993, 1997-1998 | 2206  |
| 8    | Danmark      | Flemming Danielsen | Ukendt   | 1992–1996            | 2130  |
| 9    | Danmark      | Michael Jensen     | Ukendt   | 1975–1984            | 1997  |
| 10   | Danmark      | Troels Schønemann  | Ukendt   | 1987–1995, 1998-1999 | 1889  |

## Sæson for sæson
| Sæson   | Hjemlige turneringer | Hjemlige turneringer | Hjemlige turneringer | Hjemlige turneringer | Hjemlige turneringer | Europæiske turneringer | Europæiske turneringer      | Europæiske turneringer |
| Sæson   | Lag                  | Liga                 | Pos.                 | Slutspil             | Pokal                | Lag                    | Turnering                   | Resultat               |
| ------- | -------------------- | -------------------- | -------------------- | -------------------- | -------------------- | ---------------------- | --------------------------- | ---------------------- |
| 1962-63 | 2                    | Serie 1              | 6                    | Ikke kvalificeret    |                      | N/A                    | N/A                         | N/A                    |
| 1963-64 | 2                    | Serie 1              | 2                    | Ikke kvalificeret    |                      | N/A                    | N/A                         | N/A                    |
| 1964-65 | 2                    | Serie 1              | 1                    | Vinder               |                      | N/A                    | N/A                         | N/A                    |
| 1965-66 | 1                    | 1. Division          | 7                    | N/A                  |                      | N/A                    | N/A                         | N/A                    |
| 1966-67 | 2                    | Serie 1              | 3                    | Ikke kvalificeret    |                      | N/A                    | N/A                         | N/A                    |
| 1967-68 | 2                    | Serie 1              | 2                    | Vinder               |                      | N/A                    | N/A                         | N/A                    |
| 1968-69 | 1                    | 1. Division          | 8                    | N/A                  |                      | N/A                    | N/A                         | N/A                    |
| 1969-70 | 1                    | 1. Division          | 6                    | N/A                  |                      | N/A                    | N/A                         | N/A                    |
| 1970-71 | 1                    | 1. Division          | 6                    | N/A                  |                      | N/A                    | N/A                         | N/A                    |
| 1971-72 | 1                    | 1. Division          | 4                    | N/A                  |                      | N/A                    | N/A                         | N/A                    |
| 1972-73 | 1                    | 1. Division          | 3                    | N/A                  |                      | N/A                    | N/A                         | N/A                    |
| 1973-74 | 1                    | 1. Division          | 5                    | N/A                  |                      | N/A                    | N/A                         | N/A                    |
| 1974-75 | 1                    | 1. Division          | 2                    | N/A                  | Finalist             | N/A                    | N/A                         | N/A                    |
| 1975-76 | 1                    | 1. Division          | 4                    | Semifinaler          |                      | N/A                    | N/A                         | N/A                    |
| 1976-77 | 1                    | 1. Division          | 3                    | Semifinaler          |                      | N/A                    | N/A                         | N/A                    |
| 1977-78 | 1                    | 1. Division          | 2                    | Finalist             |                      | N/A                    | N/A                         | N/A                    |
| 1978-79 | 1                    | 1. Division          | 1                    | Mester               | Finalist             | N/A                    | N/A                         | N/A                    |
| 1979-80 | 1                    | 1. Division          | 1                    | Mester               | Mester               | 1                      | FIBA European Champions Cup | RS                     |
| 1980-81 | 1                    | 1. Division          | 3                    | Semifinaler          |                      | 1                      | FIBA European Champions Cup | RS                     |
| 1981-82 | 1                    | 1. Division          | 4                    | Semifinaler          |                      | N/A                    | N/A                         | N/A                    |
| 1982-83 | 1                    | 1. Division          | 5                    | Ikke kvalificeret    | Finalist             | N/A                    | N/A                         | N/A                    |
| 1983-84 | 1                    | 1. Division          | 5                    | Ikke kvalificeret    |                      | N/A                    | N/A                         | N/A                    |
| 1984-85 | 1                    | 1. Division          | 8                    | Ikke kvalificeret    |                      | N/A                    | N/A                         | N/A                    |
| 1985-86 | 1                    | 1. Division          | 6                    | Mellemspil           | Finalist             | N/A                    | N/A                         | N/A                    |
| 1986-87 | 1                    | 1. Division          | 3                    | Semifinaler          | Mester               | N/A                    | N/A                         | N/A                    |
| 1987-88 | 1                    | 1. Division          | 4                    | Semifinaler          |                      | N/A                    | N/A                         | N/A                    |
| 1988-89 | 1                    | Elitedivisionen      | 4                    | Semifinaler          |                      | N/A                    | N/A                         | N/A                    |
| 1989-90 | 1                    | Elitedivisionen      | 3                    | Semifinaler          |                      | N/A                    | N/A                         | N/A                    |
| 1990-91 | 1                    | Elitedivisionen      | 5                    | Ikke kvalificeret    |                      | N/A                    | N/A                         | N/A                    |
| 1991-92 | 1                    | Elitedivisionen      | 4                    | Semifinaler          |                      | N/A                    | N/A                         | N/A                    |
| 1992-93 | 1                    | Elitedivisionen      | Uke.                 | Finalist             | Mester               | N/A                    | N/A                         | N/A                    |
| 1993-94 | 1                    | Elitedivisionen      | Uke.                 | Finalist             | Mester               | N/A                    | N/A                         | N/A                    |
| 1994-95 | 1                    | Elitedivisionen      | 1                    | Mester               |                      | N/A                    | N/A                         | N/A                    |
| 1995-96 | 1                    | Elitedivisionen      | Uke.                 | Finalist             | Finalist             | N/A                    | N/A                         | N/A                    |
| 1996-97 | 1                    | Elitedivisionen      | Uke.                 | Semifinaler          |                      | N/A                    | N/A                         | N/A                    |
| 1997-98 | 1                    | Basketligaen         | 7                    | Ikke kvalificeret    |                      | N/A                    | N/A                         | N/A                    |
| 1998-99 | 1                    | Basketligaen         | 6                    | Ikke kvalificeret    |                      | N/A                    | N/A                         | N/A                    |
| 1999-00 | 1                    | Basketligaen         | 5                    | Ikke kvalificeret    | Finalist             | N/A                    | N/A                         | N/A                    |
| 2000-01 | 1                    | Basketligaen         | 4                    | Semifinaler          |                      | N/A                    | N/A                         | N/A                    |
| 2001-02 | 1                    | Basketligaen         | 4                    | Semifinaler          |                      | N/A                    | N/A                         | N/A                    |
| 2002-03 | 1                    | Basketligaen         | 5                    | Ikke kvalificeret    |                      | N/A                    | N/A                         | N/A                    |
| 2003-04 | 1                    | Basketligaen         | 9                    | Ikke kvalificeret    |                      | N/A                    | N/A                         | N/A                    |
| 2004-05 | 2                    | 1. Division          | 5                    | Ukendt               |                      | N/A                    | N/A                         | N/A                    |
| 2005-06 | 2                    | 1. Division          | 5                    | Ukendt               |                      | N/A                    | N/A                         | N/A                    |
| 2006-07 | 2                    | 1. Division          | 8                    | Ukendt               |                      | N/A                    | N/A                         | N/A                    |
| 2007-08 | 2                    | 1. Division          | 4                    | Ukendt               |                      | N/A                    | N/A                         | N/A                    |
| 2008-09 | 2                    | 1. Division          | 4                    | Ukendt               |                      | N/A                    | N/A                         | N/A                    |
| 2009-10 | 2                    | 1. Division          | 1                    | Ukendt               |                      | N/A                    | N/A                         | N/A                    |
| 2010-11 | 2                    | 1. Division          | 1                    | Vinder               |                      | N/A                    | N/A                         | N/A                    |
| 2011-12 | 2                    | 1. Division          | 5                    | Kvartfinaler         |                      | N/A                    | N/A                         | N/A                    |
| 2012-13 | 2                    | 1. Division          | 6                    | Kvartfinaler         |                      | N/A                    | N/A                         | N/A                    |
| 2013-14 | 2                    | 1. Division          | 2                    | Vinder               |                      | N/A                    | N/A                         | N/A                    |
| 2014-15 | 2                    | 1. Division          | 1                    | Vinder               |                      | N/A                    | N/A                         | N/A                    |
| 2015-16 | 1                    | Basketligaen         | 7                    | Kvartfinaler         |                      | N/A                    | N/A                         | N/A                    |
| 2016-17 | 1                    | Basketligaen         | 8                    | Kvartfinaler         |                      | N/A                    | N/A                         | N/A                    |
| 2017-18 | 1                    | Basketligaen         | 8                    | Kvartfinaler         |                      | N/A                    | N/A                         | N/A                    |
| 2018-19 | 1                    | Basketligaen         | 9                    | Ikke kvalificeret    |                      | N/A                    | N/A                         | N/A                    |
| 2019-20 | 1                    | Basketligaen         | 9                    | Intet slutspil1      |                      | N/A                    | N/A                         | N/A                    |
| 2020-21 | 1                    | Basketligaen         | 9                    | Ikke kvalificeret    |                      | N/A                    | N/A                         | N/A                    |

1 Slutspillet aflyst pga. COVID-19-udbruddet. 
|  | Mesterskab i liga/pokal/europæiske turneringer |
|  | Andenplads i liga/pokal/europæiske turneringer |
|  | Tredjeplads i liga/europæiske turneringer      |
|  | Oprykning til lag 1 fra lag 2                  |
|  | Vundet lag 2 uden oprykning til lag 1          |
|  | Næstbedste række                               |